# Natsuga Takahiro
Takahiro Natsuga (sinh ngày 27 tháng 2 năm 1969) là một cầu thủ bóng đá người Nhật Bản.

## Sự nghiệp câu lạc bộ
Takahiro Natsuga đã từng chơi cho Shimizu S-Pulse.